# 佐自塚古墳
佐自塚古墳（さじづかこふん）は、茨城県石岡市佐久にある古墳。形状は前方後円墳。石岡市指定史跡に指定されている。

## 概要

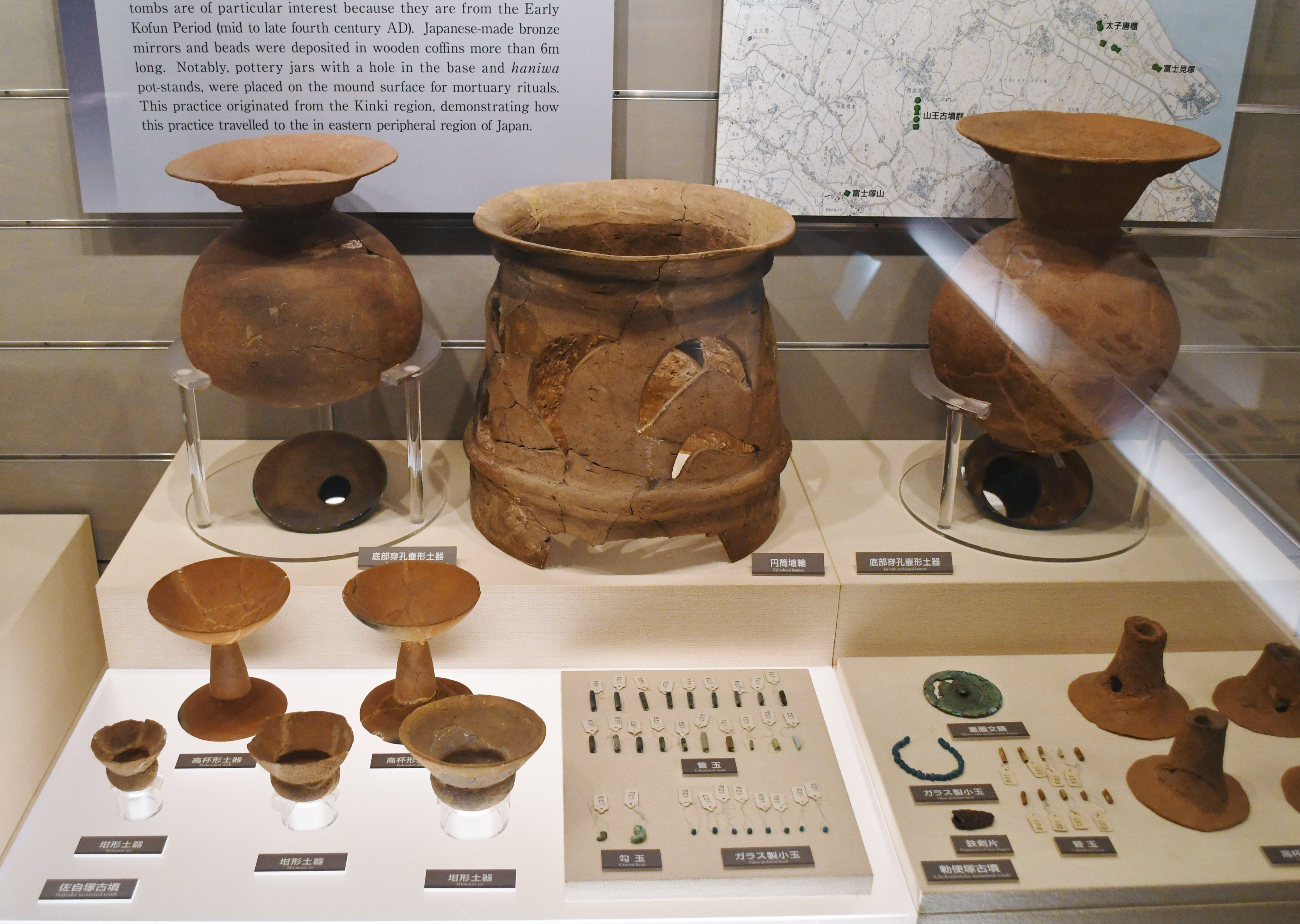
出土品明治大学博物館展示。

茨城県中部、平野に延びる低い台地の末端に築造された古墳である。1963年（昭和38年）に発掘調査が実施されている。
墳形は前方後円形で、前方部を南西方向に向ける。墳丘表面で葺石は認められていないが、不規則な透かしを持つ器台系円筒埴輪が検出されているほか、前方部正面墳裾では底部穿孔の朱塗二重口縁壺が検出されており、特に円筒埴輪に施された三日月形・水滴形の透かしは類例のないものとして注目される。埋葬施設は、後円部墳頂中央において割竹形木棺を粘土で被覆した粘土槨である。木棺主軸は墳丘主軸と平行方向とし、長さ6.2メートル・幅約1メートルを測る長大なものになる。副葬品として、槨内からは勾玉・管玉・竹櫛・刀子・土師器坩が検出されているほか、槨上部からは器台・小形坩・高坏形土器などが埋置されており、埋葬に際する葬送儀礼を示す。
築造時期は、古墳時代前期の4世紀後半頃と推定される。一帯では前方後方墳の丸山古墳・長堀2号墳に後続する首長墓に位置づけられるほか、付近の佐久上ノ内遺跡で検出された方形区画溝を佐自塚古墳被葬者の豪族居館に比定する説が挙げられる。器台系円筒埴輪や底部穿孔二重口縁壺の出土で特色を示し、関東地方における埴輪出現期の様相を知るうえで重要視される古墳になる。
古墳域は1968年（昭和43年）に石岡市指定史跡に指定されている。

## 遺跡歴
- 1963年（昭和38年）、発掘調査（佐自塚古墳調査団、1963年に概報刊行、2021年に報告書刊行）。
- 1968年（昭和43年）3月15日、石岡市指定史跡に指定[5]。
- 2012年（平成24年）、測量調査（明治大学文学部考古学研究室、2015年に報告）。

## 墳丘
墳丘の規模は次の通り。
- 墳丘長：58メートル
- 後円部
  - 直径：35メートル
  - 高さ：6メートル

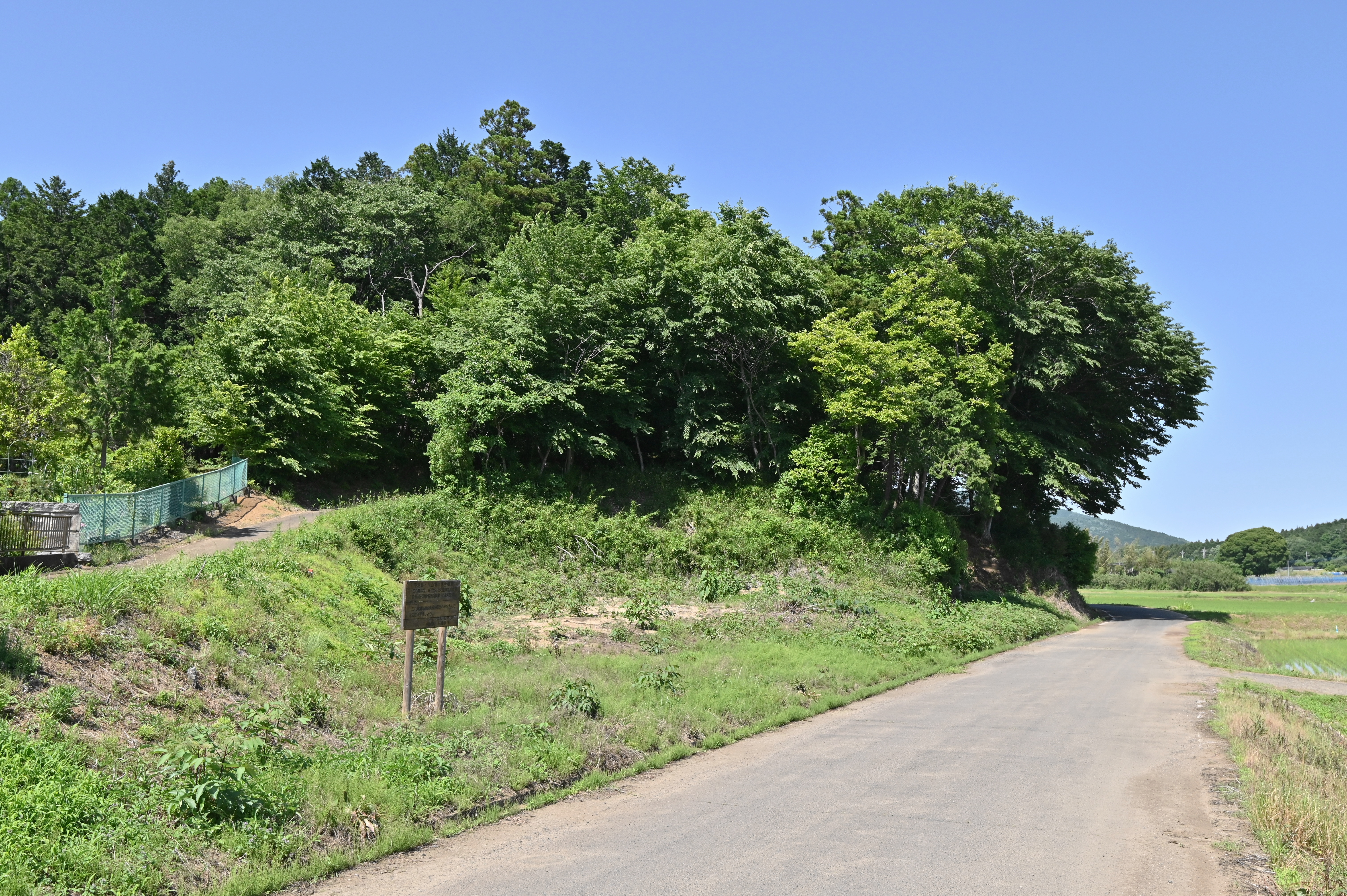
佐自塚古墳がある台地 （古墳の南側より）
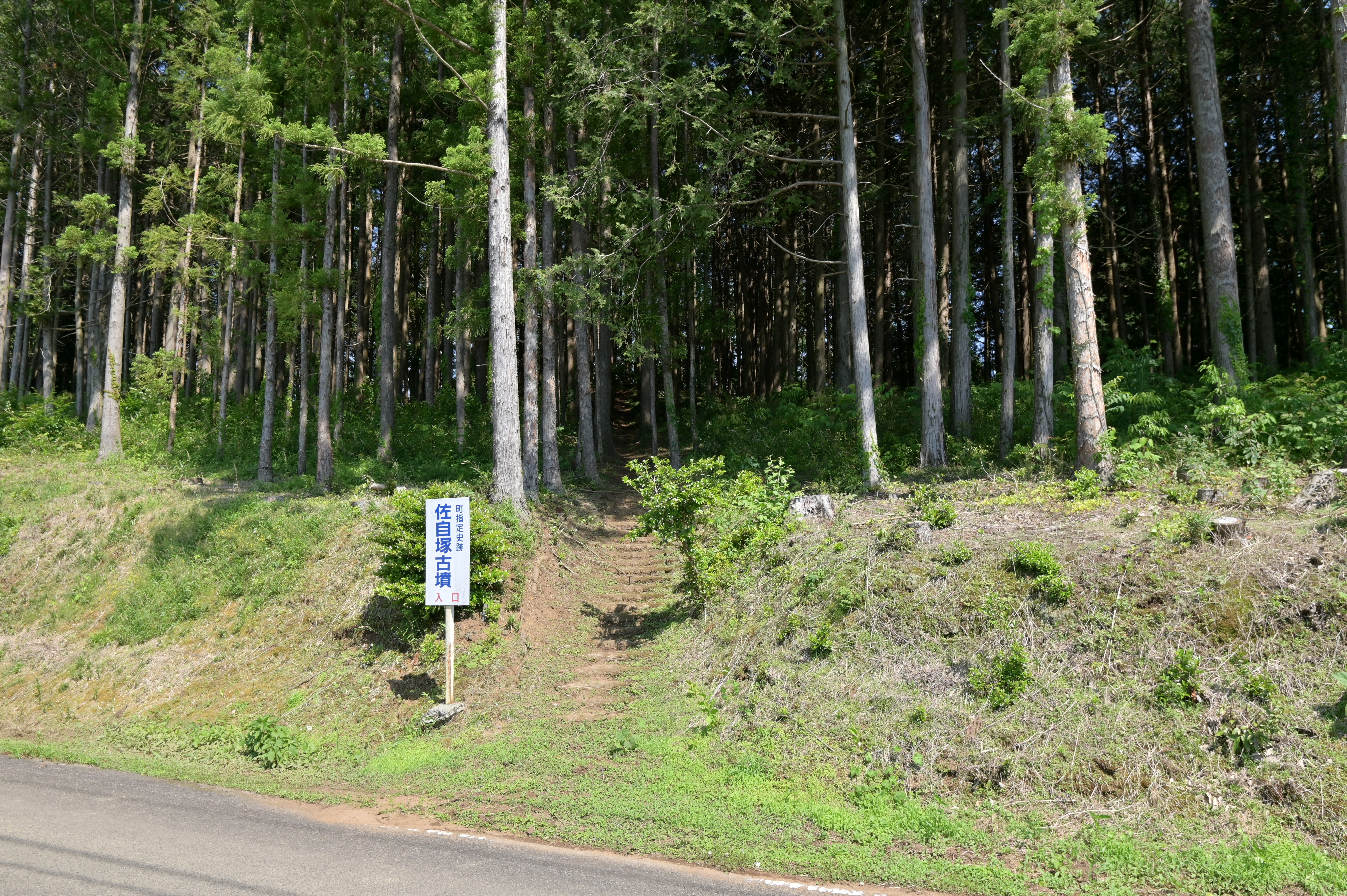
佐自塚古墳への入口 （古墳の北側より）
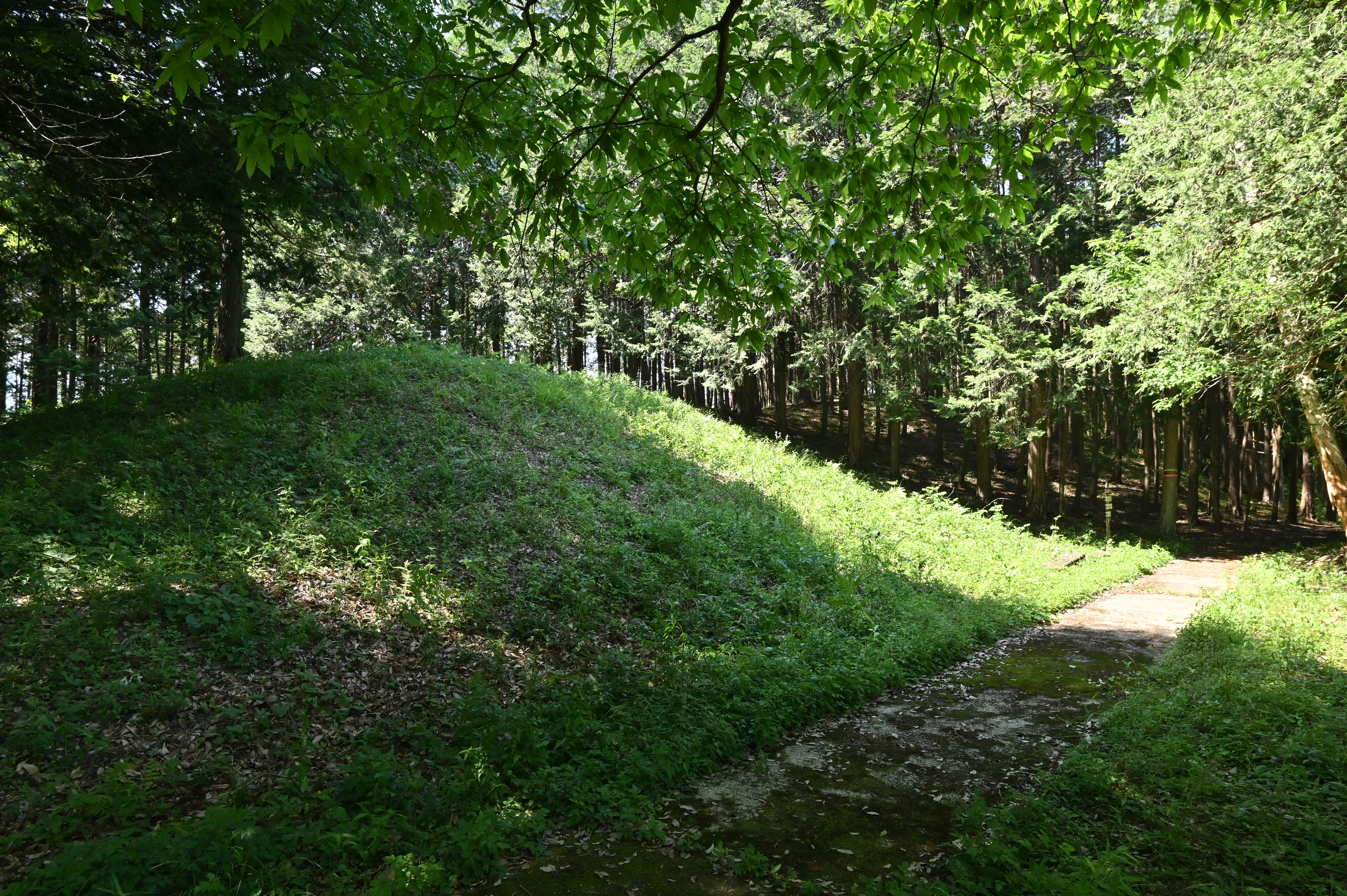
前方部
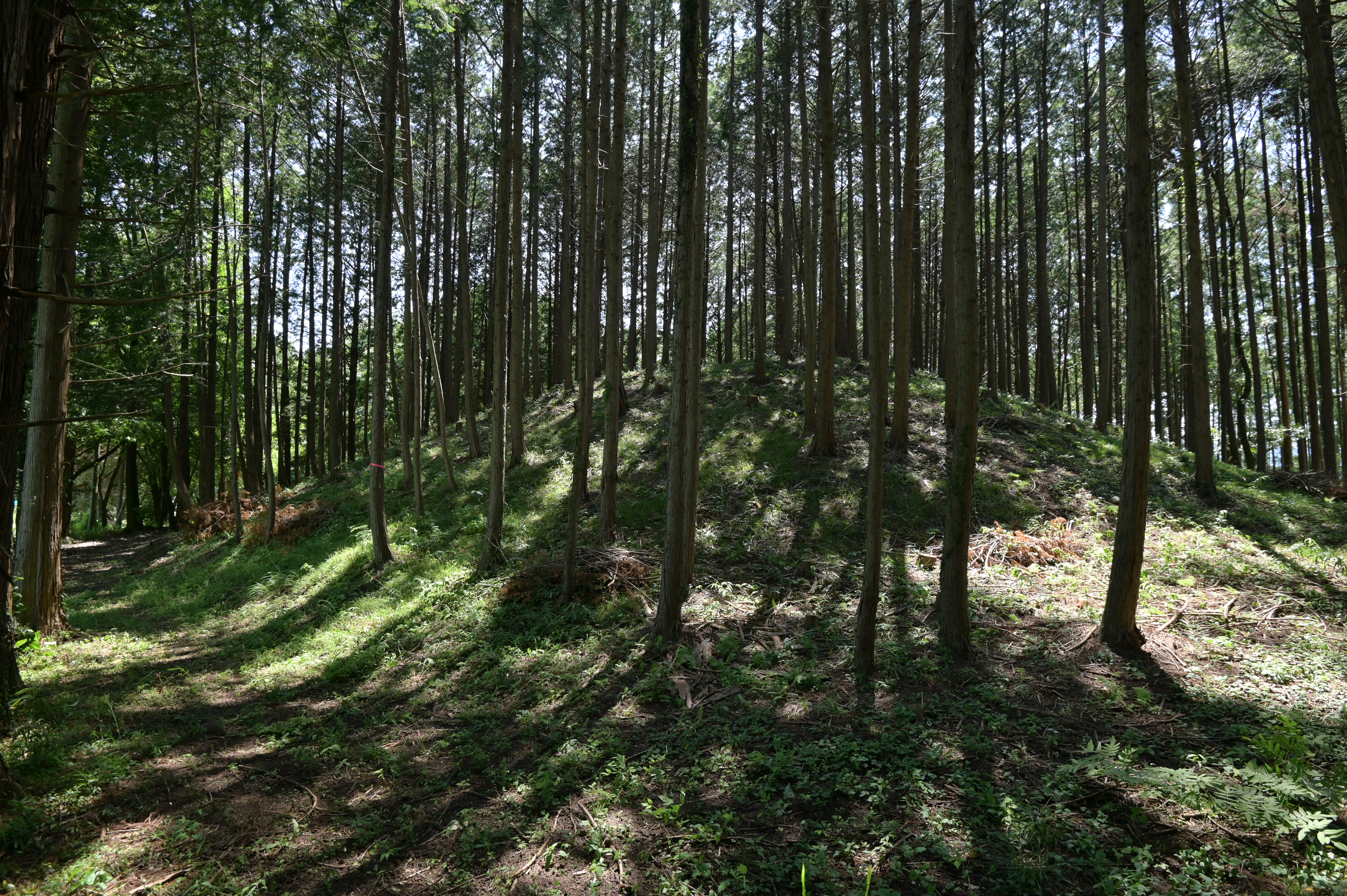
後円部
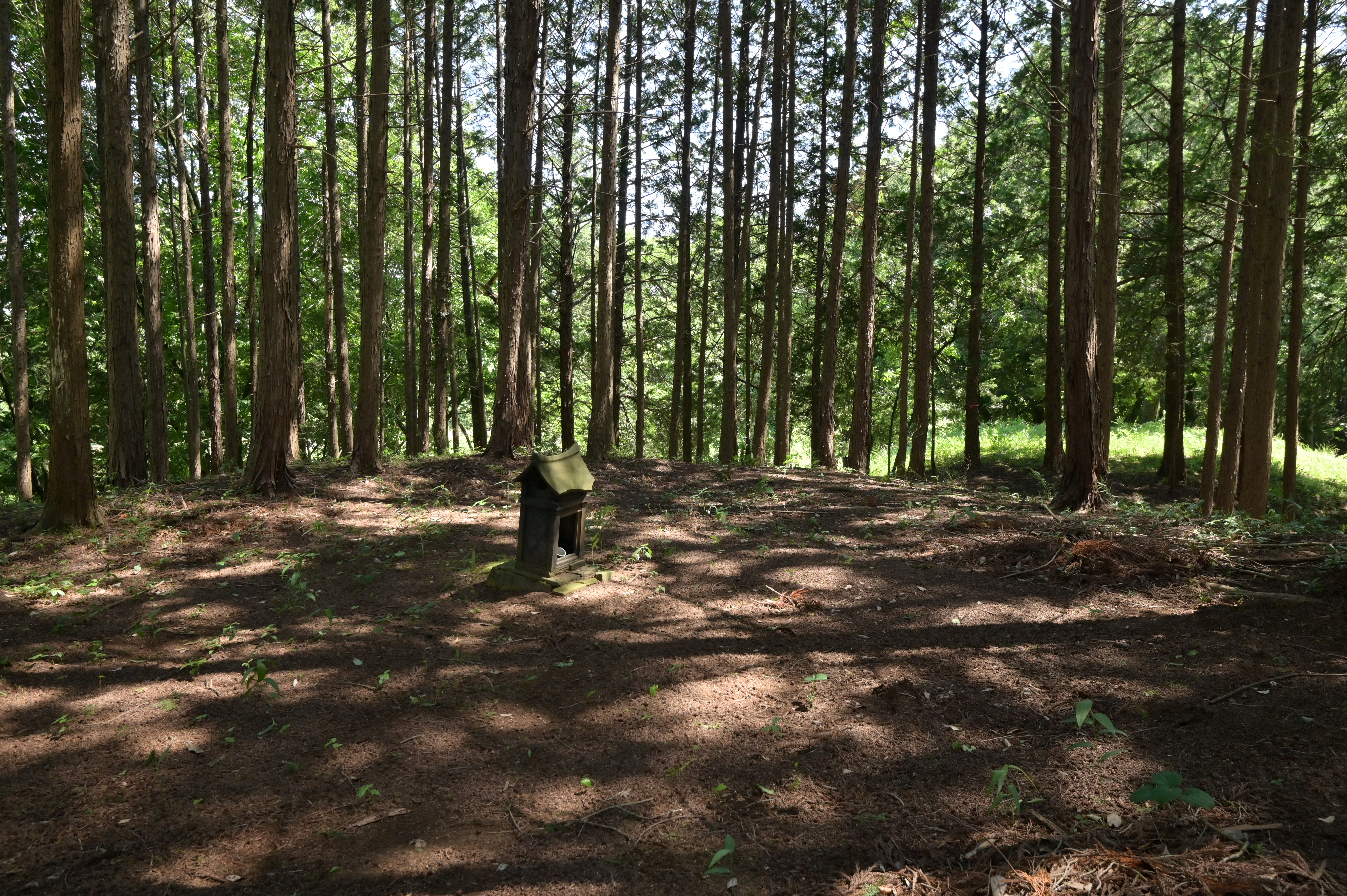
後円部の墳頂
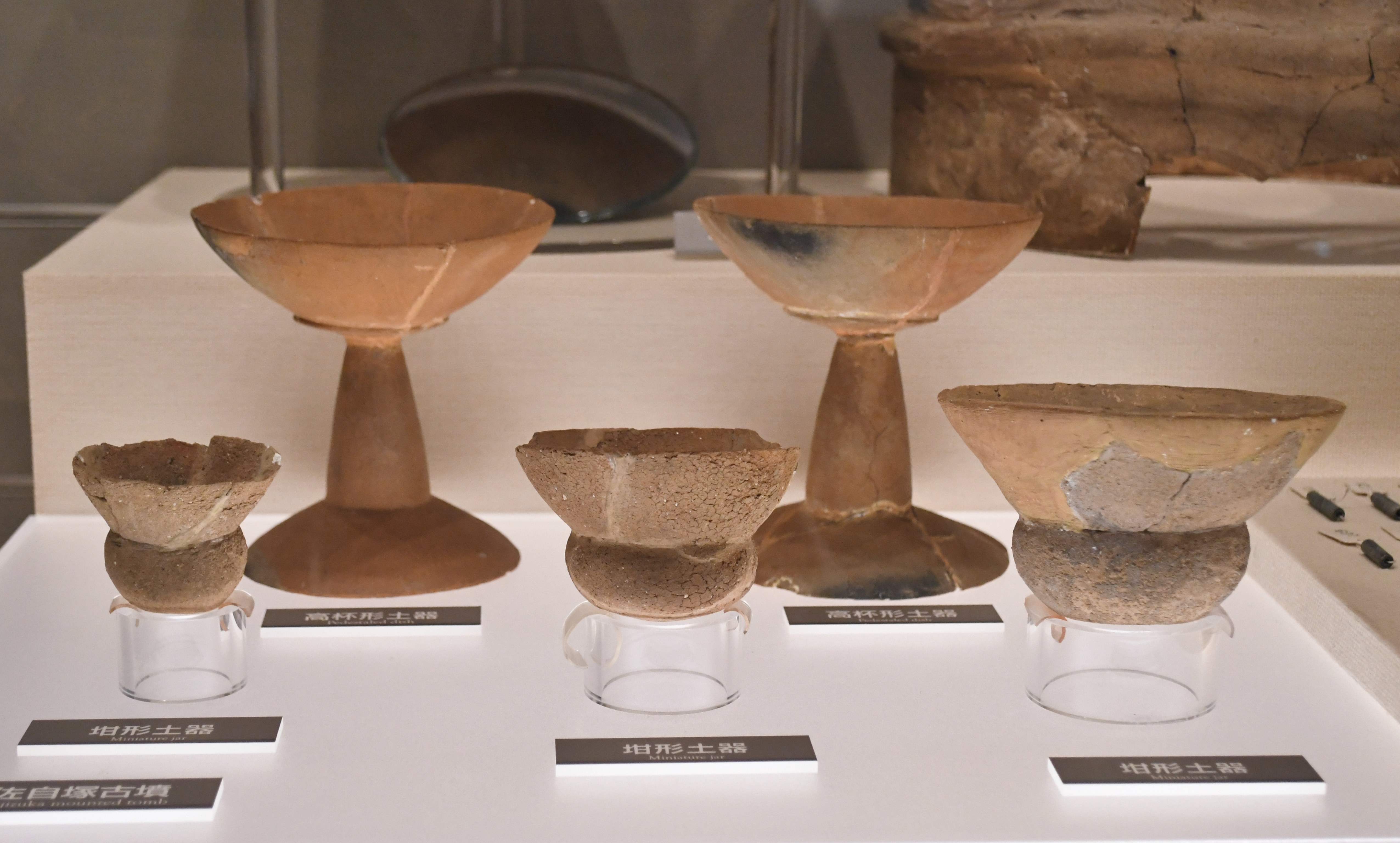
坩形土器・高杯形土器 明治大学博物館展示。
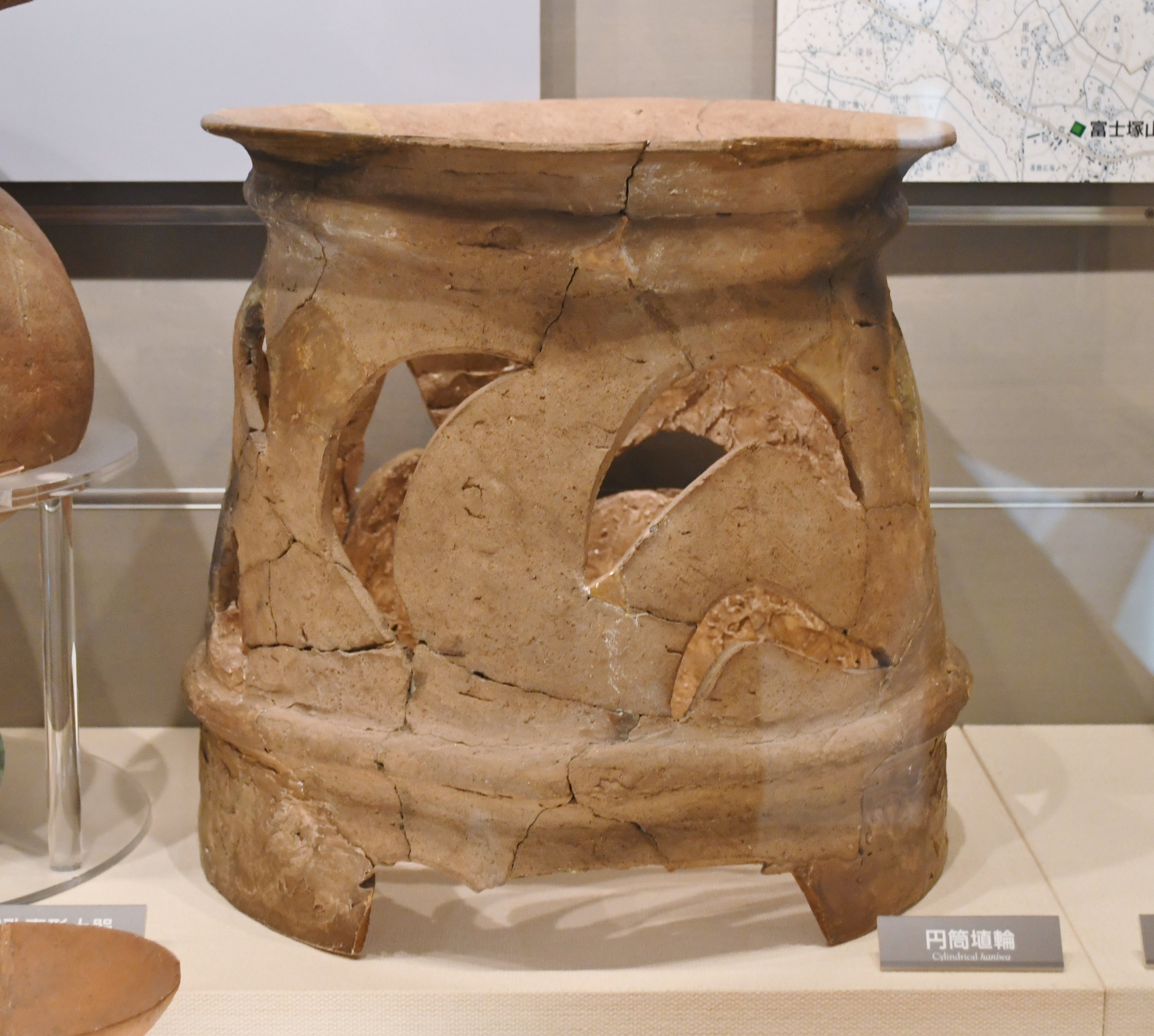
円筒埴輪 明治大学博物館展示。
  - 幅：27メートル
  - 高さ：4.3メートル

- 佐自塚古墳がある台地
（古墳の南側より）
- 佐自塚古墳への入口
（古墳の北側より）
- 前方部
- 後円部
- 後円部の墳頂
- 坩形土器・高杯形土器
明治大学博物館展示。
- 円筒埴輪
明治大学博物館展示。

## 文化財

### 石岡市指定文化財
- 史跡
  - 佐自塚古墳 - 1968年（昭和43年）3月15日指定[5]。

## 関連施設
- 明治大学博物館（東京都千代田区） - 佐自塚古墳の出土品等を保管・展示。

## 関連文献
（記事執筆に使用していない関連文献）
- 『佐自塚古墳調査概要 -茨城県新治郡八郷町大字佐久-』佐自塚古墳調査団、1963年。
- 佐々木憲一・小野寺洋介・尾﨑裕妃「茨城県石岡市佐自塚古墳再測量調査報告」『考古学集刊』第11号、明治大学文学部考古学研究室、2015年、105-119頁。
- 加藤千里「丸山古墳・佐自塚古墳出土の副葬ガラス小玉について」『第4回石岡市文化財調査報告会発表要旨』、石岡市教育委員会・常陸風土記の丘、2018年、2-7頁。 - リンクは奈良文化財研究所「全国遺跡報告総覧」。
- 『茨城県石岡市佐自塚古墳の研究 -1963年発掘調査報告書-』明治大学文学部考古学研究室、2021年。